# Edward Elgar

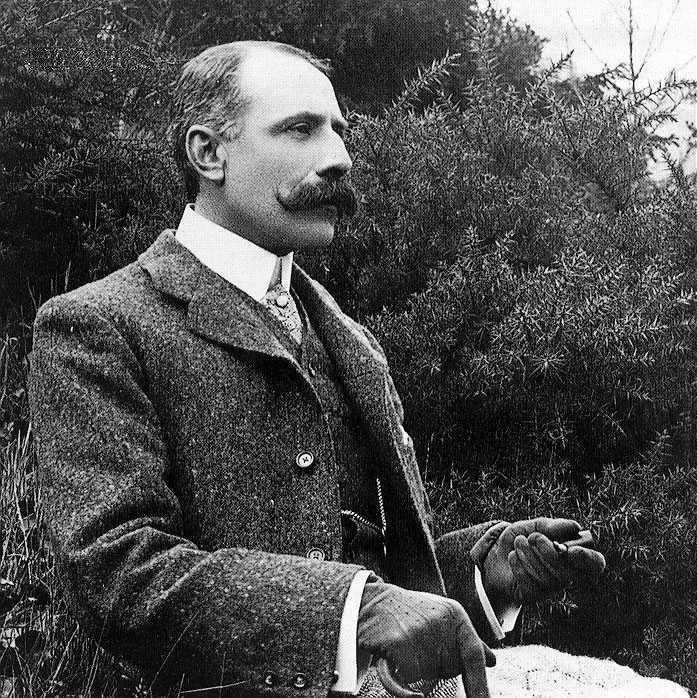
Ngài Edward Elgar

Sir Edward Elgar (2 tháng 6 năm 1857 – 23 tháng 2 năm 1934) là nhà soạn nhạc người Anh. Ông được biết đến qua những tác phẩm nổi tiếng như Biến thể Enigma, Hành khúc Pomp and Circumstances. Ông là tác giả của nhiều bản concerto cho violon và cello và hai bản giao hưởng và một số bản nhạc thính phòng và ca khúc khác.

## Cuộc đời sự nghiệp

### Đầu đời
Edward Elgar được sinh ra trong ngôi làng nhỏ ở Hạ Broadheath, ngoài Worcester, Anh. Cha của ông, William Henry Elgar (1821-1906), lớn lên ở Dover và đã được học nghề từ một nhà xuất bản âm nhạc Luân Đôn. Năm 1841 William chuyển đến Worcester, nơi ông làm việc như là một người chỉnh đàn piano và thành lập một cửa hàng bán nhạc và nhạc cụ. Năm 1848, ông kết hôn với Ann Greening (1822-1902), con gái của một người nông dân. Edward là con thứ tư trong bảy người con. Tám tuổi, Elgar đã bắt đầu học piano và violin.
Mẹ của Elgar đã quan tâm đến nghệ thuật và khuyến khích phát triển âm nhạc của ông. Ông thừa hưởng từ bà một thị hiếu sành điệu với văn học và một tình yêu nồng nàn của vùng nông thôn.
Còn nói về âm nhạc, đối với cậu bé Edward Elgar, đó là một quá trình tự học (sau này Elgar cũng mày mò học âm nhạc). Vào những ngày của mùa hè ấm áp, cậu bé Edward đem theo các bản nhạc, đi xe đạp đến các vùng quê yên tĩnh và nghiên cứu các bản nhạc mà cậu mang đến. Chính những hôm đi xa như thế đã khiến Edward có một mối liên hệ giữa âm nhạc và tự nhiên. Mà nói về xe đạp, cậu con trai nhà Elgar còn là một người thích xe đạp mạo hiểm. Cậu biết đi xe đạp từ khá sớm, khi mới chỉ có 5 tuổi.
Edward Elgar rời khỏi trường học khá sớm, khi 15 tuổi. Cậu bé bước vào đường đời với nghề luật sư địa phương. Nghề này đã tỏ ra không phù hợp với con người có lẽ sỉnh ra để sáng tác âm nhạc như Edward. Vì vậy, một năm sau, Edward Elgar đã kết thúc nghề luật ở đó và bắt đầu sự nghiệp âm nhạc vứi vai trò là một người giảng dạy violin và piano. 

### Thời thanh niên[5]
Ở tuổi 22, Edward Elgar đã trở thành nhạc trưởng của Dàn nhạc Worcester and County Lunatic Asylum ở Powick. Đây là nơi bắt đầu đánh dấu sự nghiệp sáng tác của Elgar khi một số tác phẩm thuộc thể loại vũ khúc được ông sáng tác để dành tặng cho dàn nhạc dưỡng trí viện. Điều đáng nói là các tác phẩm này đã biến mất đến hơn một thế kỷ và chỉ được tìm thấy và biểu diễn lần đầu vào năm 1996 tại chính Powick.
Nếu xét cho cùng, những ngày tháng là nghệ sĩ violin trẻ tuổi ở Worcestershire là khoảng thời gian tuyệt vời nhất đối với Elgar. Ông được chơi violin trong các lễ hội ở Worcester và Birmingham. Trong khoảng thời gian này, ông thu được kinh nghiệm quý giá khi chơi bản Giao hưởng số 6 và bản Stabat Mater của Antonín Dvořák trong sự chỉ huy của chính tác giả này. Elgar vô cùng ấn tượng với lối hòa âm của nhà soạn nhạc người Séc này. Antonín Dvořák đã ảnh hưởng đến phong cách sáng tác của Elgar đến hơn một thập kỷ. 

### Khi trưởng thành[5]
Ở tuổi 29, trong quá trình giảng dạy âm nhạc, Elgar đã gặp Caroline Alice Roberts. 3 năm sau, họ kết hôn với nhau, mặc cho sự phản đối của gia đình Roberts. Đáng chú ý là khi hai người yêu nhau trước khi kết hôn, Elgar đã tặng bản nhạc Salut d'amour cho người yêu, một trong những bản nhạc nổi tiếng nhất của ông. Gia đình của Elgar chuyển đến sống ở Luân Đôn để Elgar có thể gần gũi hơn với đời sống âm nhạc Anh và bắt đầu sáng tác một cách nghiêm túc. Thật không may là, do vấn đề tài chính, Elgar lại phải rời Luân Đôn để đến Great Malvern, nơi ông có thể kiếm sống bằng việc dạy học.
Trong thập niên 1890, Elgar dần tạo được dấu ấn nghệ thuật với vai trò là một nhà soạn nhạc. Các bản hợp xướng dành cho lễ hội ở Midlands như Hiệp sĩ đen, Vua Olaf, Ánh sáng cuộc đời và Caractacus thành công một cách khiêm tốn. Tuy nhiên, điều đó không quan trọng bằng việc ông có một nhà xuất bản lâu dàiː Novello and Company.
Năm 1842, Elgar đã đạt được thành công lớn với tác phẩm Những biến tấuu Enigma. Đó là bước đệm để Elgar trở thành nhà soạn nhạc Anh xuất sắc trong thế hệ của ông. Tác phẩm đáng chú ý tiếp theo là Giấc mơ của Gerontius. Tuy tác phẩm này đã thất bại trong buổi công diễn đầu tiên do các nhạc công đã không chuẩn bị kỹ càng, về sau nó lại được chứng nhận là một trong những tác phẩm xuất sắc nhất của Elgar.
Tuy nhiên, nổi tiếng nhất là bộ tác phẩm Pomp and Circumstance Marches, trong đó có bản hành khúc số 1 là nổi tiếng hơn cả. Ngoài ra còn phải kể đến tác phẩm Vùng đất của hy vọng và vinh quang được viết để ca tụng lễ đăng quang của Edward VII của Anh.
Trong các năm 1902 đến năm 1914, Elgar là khoảng thời gian ông có những thành công phi thường. Ông đến thăm Hoa Kỳ đến 4 lần, trong đó có một lần trở thành nhạc trưởng. Vùng đất ở Tân Thế giới này đã đem lại cho ông một khoản tiền lớn. Trong các năm 1905 đến 1908, Elgar trở thành giáo sư của trường Đại học Birmingham. Những bài giảng của ông đã dấy lên những tranh cãi do ông có những nhận xét về các nhà soạn nhạc Anh khác và nền âm nhạc Anh. Phòng sưu tập đặc biệt của trường Đại học Birmingham lưu trữ nhiều bức thư mà ông viết. 

### Khi về già và qua đời[5]
Trong Chiến tranh thế giới thứ nhất, âm nhạc của Elgar đã cho thấy sự già cỗi của mình. Sau sự ra đi của người vợ vào năm 1920, ông viết rất ít các tác phẩm quan trọng. Ông đã sống ở làng Kempsey từ năm 1923 đến năm 1927. Trong khoảng thời gian này, ông nhận tước vị Master of the King's Music.
Elgar là nhà soạn nhạc đầu tiên cho thu âm những tác phẩm của mình. Đầu tiên, HMV đã thu âm không dùng điện phần lớn các tác phẩm của ông. Tiếp theo là việc thu âm dùng điện trong các năm 1926 đến năm 1933. Trong bản thu âm tác phẩm Concerto cho violin vào năm 1932, Elgar có làm việc với nghệ sĩ violin trẻ tuổi Yehudi Menuhin khi đó mới có 16 tuổi. Về sau, Menuhin đã nhắc đến người cộng sự cao tuổi với sự trìu mến khi ông biểu diễn tác phẩm duy nhất dành cho violin và dàn nhạc của Elgar với Dàn nhạc Giao hưởng San Francisco.
Trong những năm cuối cuộc đời, Elgar mới bắt đầu sáng tác opera. Tác phẩm đầu tiên ông viết đó là vở Quý cô Tây Ban Nha. Ngoài ra, ông cũng nhận lời từ BBC sáng tác bản giao hưởng số 3. Nhưng bệnh tật đã ngăn ông hoàn thành những tác phẩm này. Ngày 23 tháng 2 năm 1934, Edward Elgar qua đời và được chôn cất tại Nhà thờ Saint Wulstan ở Little Malvern.

## Danh mục tác phẩm

### Dàn nhạc
- Froissart, concert overture, Op. 19 (1890)
- Serenade for Strings, Op. 20 (1888–1892)
- Variations on an Original Theme (Enigma), Op. 36 (1899)
  - includes Variation 9 Nimrod
- Cockaigne (In London Town), concert overture, Op. 40 (1900–1901)
- Pomp and Circumstance, five marches, all Op. 39 (1901–1930)
  - March No. 1 in D (1901) (The trio contains the tune known as Land of Hope and Glory)
- In the South (Alassio), concert overture, Op. 50 (1903–1904)
- Introduction and Allegro for strings (quartet and orchestra), Op. 47 (1904–05)
- The Wand of Youth, suites Nos. 1 and 2, Opp. 1a/b (1867–71, rev. 1907/8)
- Symphony No. 1 in A-flat, Op. 55 (1907–1908)
- Violin Concerto in B minor, Op. 61 (1909–1910)
- Romance for bassoon and orchestra, Op. 62 (1910)
- Symphony No. 2 in E-flat, Op. 63 (1909–1911)
- Falstaff, symphonic study, Op. 68 (1913)
- Cello Concerto in E minor, Op. 85 (1918–1919)
- The Severn Suite, Op. 87 (1930) (for brass band, trans. for orchestra 1932)

### Cantatas và oratorios
- The Black Knight, symphony/cantata for chorus and orchestra, Op. 25 (1889–1892)
- The Light of Life (Lux Christi), oratorio for soprano, alto, tenor and bass soloists, chorus and orchestra, Op. 29 (1896)
- Scenes From The Saga Of King Olaf, cantata for soprano, tenor and bass soloists, chorus and orchestra, Op. 30 (1896)
- Caractacus, cantata for soprano, tenor, baritone and bass soloists, chorus and orchestra, Op. 35 (1897–1898)
- The Dream of Gerontius, for mezzo-soprano, tenor and bass soloists, chorus and orchestra, Op. 38 (1899–1900)
- The Apostles, oratorio for soprano, contralto, tenor and three bass soloists, chorus and orchestra, Op. 49 (1902–1903)
- The Kingdom, oratorio for soprano, contralto, tenor and bass soloists, chorus and orchestra, Op. 51 (1901–1906)
- The Music Makers, ode for contralto or mezzo-soprano soloist, chorus and orchestra, Op. 69 (1912)

### Các ca khúc
- "The Wind at Dawn", poem by C. Alice Roberts (1888)
- Sea Pictures, (Sea Pictures: A Cycle of Five Songs for Contralto), Op. 37. (1897–1899)
- "Land of Hope and Glory", words by Arthur Christopher Benson (1902)
- Seven Lieder of Edward Elgar (1907)

### Partsongs
- "O Happy Eyes", SATB unacc., words by C. Alice Elgar, Op. 18 No.1 (1890)
- "My Love Dwelt in a Northern Land", SATB unacc., words by Andrew Lang, dedicated to Rev. J. Hampton (1890)
- "The Snow", SSA acc. 2 violins and piano, words by C. Alice Elgar, dedicated to Mrs. E. B. Fitton, Op. 26 No.1 (1894) (also with orchestral accompaniment, 1903, and various other combinations of voices SATB etc.)
- "Go, Song of Mine", SSAATB unacc., words by Cavalcanti, tr. D. G. Rossetti, dedicated to Alfred H. Littleton,[n 2] Op. 57 (1909)
- "The Shower" and "The Fountain", SATB unacc., words by Henry Vaughan, Op. 71 Nos.1 and 2 (1914)

### Nhạc nhà thờ
- Ba motet: "Ave verum corpus", "Ave Maria" and "Ave Maris Stella", Op. 2 (1887)
- Te Deum and Benedictus, Op. 34 (1897)

### Nhạc thính phòng
- Romance, violin and piano, Op. 1 (1878)
- Salut d'Amour (Liebesgruss), violin and piano, Op. 12 (1888)
- Chanson de Nuit and Chanson de Matin, violin and piano, Op. 15 Nos. 1 and 2 (1897/1899).
- Violin Sonata in E minor, Op. 82 (1918)
- String Quartet in E minor, Op. 83 (1918)
- Piano Quintet in A minor, Op. 84 (1918–1919)

### Nhạc phím
- Organ Sonata in G, Op. 28
- Concert Allegro, piano, Op. 46 (1901; unpublished)

### Phối ngẫu
- J. S. Bach, Fantasia and Fugue in C minor, BWV 537, tr. for orchestra, Op. 86 (1921–1922)
- Handel, Overture in D minor (Overture to Chandos Anthem "In the Lord put I my Trust", HWV247), tr. for orchestra (1923)

## Câu nói nổi tiêng[5]
| “ | Âm nhạc có trong không gian, âm nhạc hoàn toàn vây quanh chúng ta, thế giới đầy âm nhạc và bạn chỉ việc đơn giản lấy chúng nhiều chừng nào bạn muốn. | ” |

| “ | Nền âm nhạc Anh còn trong trắng – nó lẩn tránh mọi thứ | ” |